# Supercopa da Ucrânia
A Supercopa da Ucrânia é uma competição organizada pela Federação de Futebol da Ucrânia e fundada em 2004. A Supercopa da Ucrânia é disputada entre o campeão ucraniano e o campeão da Copa da Ucrânia. Apenas o Dynamo Kyiv em 2006–07 e o Shakhtar Donetsk em 2007–08 e 2010–11 venceram a Copa e o campeonato ucraniano na mesma temporada desde que a Supercopa foi criada, e tiveram que jogar contra o 2º colocado do campeonato. Nas temporadas 2011–12 e 2012–13, o Shakhtar venceu o campeonato ucraniano e a Copa da Ucrânia mais uma vez e a Supercopa foi disputada contra o vice-campeão da Copa, e não mais contra o vice da Liga.

## Edições da Supercopa
Supercopa da Ucrânia 2004
Supercopa da Ucrânia 2005
Supercopa da Ucrânia 2006
| 16 de julho de 2006 | Dynamo Kyiv (campeão da copa)             | 2 – 0  | Shakhtar Donetsk (campeão da liga) | Odessa, Tsentralnyi-Chornomorets Stadium           |
| 20:30 UTC+2         | Marković 10' · Rodrigo 59' · Milevsky 87' | Report |                                    | Público: 35 000 Árbitro: Vitaliy Hodulian (Odessa) |

Supercopa da Ucrânia 2007
Supercopa da Ucrânia 2008
Supercopa da Ucrânia 2009
Supercopa da Ucrânia 2010
| 04 de julho de 2010 | Shakhtar Donetsk (campeão da liga)                                         | 7 – 1  | Tavriya Simferopol (campeão da copa) | Zaporizhzhya, Slavutych Arena                  |
| 20:45 UTC+2         | Gladkiy 2', 51' · Jádson 35' · Willian 67' · L. Adriano 78', 85' · Raţ 90' | Report | Feschuk 32'                          | Público: 10 500 Árbitro: Andriy Shandor (Lviv) |

Supercopa da Ucrânia 2011
| 05 de julho de 2011 | Shakhtar Donetsk (campeão da liga) | 1 – 3  | Dínamo de Kiev (vice-campeão da liga)          | Poltava, Estádio Oleksiy Butovsky Vorskla        |
| 21:00 UTC+2         | Fernandinho 14'                    | Report | Husyev 5' (pên.) · Diakhaté 31' · Milevsky 83' | Público: 24 750 Árbitro: Yuriy Vaks (Simferopol) |

Supercopa da Ucrânia 2012
| 10 de julho de 2012 | Shakhtar Donetsk (campeão da liga) | 2 – 0  | Metalurh Donetsk (vice-campeão da copa) | Luhansk, Estádio Avanhard                          |
| 21:00 UTC+2         | Adriano 5' · Costa 35'             | report |                                         | Público: 21 050 Árbitro: Anatoliy Abdula (Kharkiv) |

Supercopa da Ucrânia 2013
| 10 de julho de 2013 | Shakhtar Donetsk (campeão da liga) | 3 – 1 | Chornomorets Odessa (vice-campeão da copa) | Odesa, Estádio Chornomorets                            |
| 21:00 UTC+2         | Fred 17', 33' · Taison 67' (pên.)  |       | Antonov 45+1'                              | Público: 32 400 Árbitro: Serhiy Boiko (Oblast de Kiev) |

Supercopa da Ucrânia 2014
| 22 de julho de 2014 | Shakhtar Donetsk (campeão da liga) | 2 − 0 | Dínamo de Kiev (campeão da copa) | Arena Lviv, Lviv                             |
| 21:00 UTC+2         | Gladkiy 75' · Marlos 90+3'         |       |                                  | Público: 34 347 Árbitro: Yuriy Morzharovskyi |

Supercopa da Ucrânia 2015
| 14 de julho de 2015 | Shakhtar Donetsk (vice-campeão da liga) | 2 − 0 | Dínamo de Kiev (campeão da liga) | Estádio Chornomorets, Odessa                 |
| 21:00 UTC+2         | Srna 90+2' (pên.) · Bernard 90+4'       |       |                                  | Público: 34 164 Árbitro: Anatoliy Zhabchenko |

Supercopa da Ucrânia 2016
Supercopa da Ucrânia 2017
| 15 de julho de 2017 | Shakhtar Donetsk (campeão da liga) | 2 − 0 | Dínamo de Kiev (vice-campeão da liga) | Estádio Chornomorets, Odessa |
| 21:00 UTC+2         | Facundo Ferreyra 8', 56'           |       |                                       | Árbitro: Anatoliy Zhabchenko |

Supercopa da Ucrânia 2018
| 21 de julho de 2018 | Shakhtar Donetsk (campeão da liga) | 0 − 1 | Dínamo de Kiev (vice-campeão da liga) | Estádio Chornomorets, Odessa |
| 15:00 UTC+2         |                                    |       |                                       |                              |

Supercopa da Ucrânia 2019
| 28 de julho de 2019 | Shakhtar Donetsk FC (as League champions) | 1 – 2  | Dínamo de Kiev (as League runners-up) | Estádio Chornomorets, Odessa                      |
| 21:00 UTC+2         | Patrick 45+3'                             | Report | Burda 80' · Harmash 83'               | Público: 27,400 Árbitro: Vitaliy Romanov (Dnipro) |

Supercopa da Ucrânia 2020
| 2020-08-25 | Shakhtar Donetsk FC (as League champions) | 1–3    | Dynamo Kyiv (as Cup winners)          | Olimpiyskiy National Sports Complex, Kyiv    |
| 21:00 EEST | Moraes 37'                                | Report | de Pena 20' · Rodrigues 31' · Sol 83' | Público: 0 Árbitro: Vitaliy Romanov (Dnipro) |

Supercopa da Ucrânia 2021
| 2021-09-22  | Shakhtar Donetsk (as League runners-up) | 3–0    | Dynamo Kyiv (as League champions) | Olimpiyskiy National Sports Complex, Kyiv           |
| 21:00 UTC+2 | Traoré 30', 54' · Patrick 61'           | Report |                                   | Público: 27,553 Árbitro: Andriy Kovalenko (Poltava) |

Note:
All fixtures are played till the end of regulation time. If the score is tied, no extra time is played with penalty kicks immediately taken to determine the victory.

## Títulos por clube
| Time                | Títulos | Vices | Ano dos títulos                                      |
| ------------------- | ------- | ----- | ---------------------------------------------------- |
| Dynamo Kyiv         | 9       | 6     | 2004, 2006, 2007, 2009, 2011, 2016, 2018, 2019, 2020 |
| Shakhtar Donetsk    | 9       | 7     | 2005, 2008, 2010, 2012, 2013, 2014, 2015, 2017, 2021 |
| Vorskla Poltava     | 0       | 1     | –                                                    |
| Tavriya Simferopol  | 0       | 1     | –                                                    |
| Metalurh Donetsk    | 0       | 1     | –                                                    |
| Chornomorets Odessa | 0       | 1     | –                                                    |

## Artilheiros
| Rank | Jogador           | Time             | Gols |
| ---- | ----------------- | ---------------- | ---- |
| 1    | Oleksandr Gladkiy | Shakhtar Donetsk | 4    |
| 2    | Luiz Adriano      | Shakhtar Donetsk | 3    |
| 2    | Artem Milevskyi   | Dynamo Kyiv      | 3    |
| 2    | Fred              | Shakhtar Donetsk | 3    |
| 3    | Oleh Husyev       | Dynamo Kyiv      | 2    |
| 3    | Taras Mykhalyk    | Dynamo Kyiv      | 2    |
| 3    | Facundo Ferreyra  | Shakhtar Donetsk | 2    |